# 1378 Leonce
Leonce (asteróide 1378) é um asteróide da cintura principal com um diâmetro de 18,18 quilómetros, a 2,022411 UA. Possui uma excentricidade de 0,1484436 e um período orbital de 1 336,83 dias (3,66 anos).
Leonce tem uma velocidade orbital média de 19,32701319 km/s e uma inclinação de 3,59123º.
Esse asteróide foi descoberto em 21 de Fevereiro de 1936 por Fernand Rigaux.